# Prieuré de Bevaix
Le prieuré de Bevaix, aujourd'hui souvent nommé abbaye de Bevaix, est situé à Bevaix, dans le canton de Neuchâtel, en Suisse.

## Histoire du prieuré
L'histoire du prieuré de Bevaix commence à la toute fin du Xe siècle alors que la région est sous domination du royaume de Bourgogne,.En effet, en 998, Rodolphe, un représentant de la famille bourguignonnes des Sigiboldides, fonde un prieuré à Bevaix. Après l'approbation du prieuré par l'évêque de Lausanne, Rodolphe le remet à l'ordre de Cluny,. Il dote ce prieuré d'importants territoires non seulement à Bevaix, mais également à l'entrée du Val-de-Travers, dans l'ancienne commune de Brot-Dessous, ainsi qu'au Val-de-Ruz, à Chézard-Saint-Martin,. La charge d'avoué, d'abord réservée aux descendants directs de Rodolphe, passe ensuite aux seigneurs de Colombier et de Gorgier durant le XIIIe siècle, puis aux Neuchâtel-Vaumarcus dès 1433,. En 1139, le prieuré, qui dépendait jusque-là de Cluny, passe sous la direction de l'abbatiale de Romainmôtier. Ce changement a lieu en raison des difficultés financières que rencontre le prieuré, dépourvu d'un protecteur fort. 
En très mauvais état, le prieuré n'est plus habité par des moins dès le début du XVe siècle. En 1434, l'abbatiale de Romainmôtier envoie une délégation à Bevaix pour se rendre compte de l'état du prieuré. En 1531, le dernier prieur de Bevaix, Jean de Livron, quitte les lieux en raison de l'introduction de la Réforme et renonce à ses droits en faveur des souverains de Neuchâtel,. Dix ans plus tard, ces droits seigneuriaux sont rachetés par Jean-Jacques de Watteville, seigneur de Colombier,. Ses héritiers les revendent toutefois au comte de Neuchâtel Léonor d'Orléans-Longueville en 1564,. Ce dernier y installe alors son receveur.
Le prieuré de Bevaix a dans un premier temps été dédié à saint Pierre, puis à saint Étienne.

## Histoire des bâtiments
Il n'y a que peu d'informations concernant les bâtiments du prieuré de Bevaix avant la Réforme protestante. Si l'église rattachée au prieuré n'existe plus, d'autres bâtiments, transformés à de nombreuses reprises, sont encore là.
Le prieuré devait être plus ou moins achevé au moment de son approbation par l'évêque de Lausanne en 998. En 1426, les habitants de Bevaix sont chargés de remettre en état le clocher et la création d'une nouvelle porte dans l'église du prieuré. En 1453, l'intérieur de l'église est blanchi.
Après la Réforme, un document de 1561 mentionne le bâtiment du prieuré lui-même, ainsi que des caves, deux granges, une étable et un pressoir. Huit ans plus tard, les habitants de Bevaix remplacent le toit à huit pans, vermoulu, de l'église par un toit un deux pans, rabaissant le plafond. Quelques années plus tard, en 1577, le cloître est restauré. En 1582, le clocher de l'église est abattu, puis reconstruit par les habitants sur ordre du comte, qui lui fait rénover la maison du prieuré et le pressoir. Des travaux continuent pendant la fin de la décennie, mais dès 1598, les habitants d'Auvernier, puis ceux de Bevaix trois ans plus tard, utilisent des pierres de l'église pour restaurer leur chapelle et, respectivement, construire une nouvelle église. En 1644, une grange est construite à l'emplacement de l'église, Bevaix en disposant d'une nouvelle depuis 1605 et d'autres travaux importants ont lieu, donnant aux bâtiments une apparence proche de ce qu'elle est encore actuellement et détruisant également la cure.
Des travaux ont ensuite encore lieu de manière régulière pendant les siècles qui suivent: construction d'un pigeonnier en 1686, réfection des toitures en 1710, fermeture des galeries en 1716, construction d'un logement pour le granger en 1737, réfection des murs et aménagements de détail en 1802. La cave est démolie en 1892, une nouvelle grange est bâtie en 1893 et une maison pour le vigneron en 1894. La grange de 1893 est agrandie de 1951 à 1953, époque à laquelle des locaux de réception sont également construits.